# Rocky Mountain Rendezvous
Rocky Mountain Rendezvous (termo usado no jargão de caçadores), foi uma série de encontros anuais (realizados no período 1825-1840 em vários lugares) levados a cabo por uma empresa de comércio de peles nos quais os caçadores e os homens da montanha vendiam as suas peles e couros e reabasteciam as suas provisões. As empresas de peles organizavam transporte por mulas de grandes quantidades de uísque e outros bens num local pré-anunciado por altura de cada primavera-verão e montavam uma feira de comércio - o local para o encontro - e no final da temporada, enviavam as peles, normalmente para Fort Vancouver, no Noroeste Pacífico, e para um dos portos setentrionais do rio Missouri, tais como St. Joseph.
Os rendezvous eram conhecidos por serem animados, ocasiões alegres, nos quais todos eram permitidos - fossem caçadores, índios, mulheres e crianças nativas, viajantes e, mais tarde, até turistas que se aventuram até mesmo vindos da Europa para ver as festividades. Jim Beckwourth descreve: "Alegria, músicas, danças, gritos, neócitos, corridas, pulos, cantos, tiro ao alvo, brincadeiras, com todos os tipos de extravagâncias que os homens brancos ou índios podem inventar".

## Rendezvous históricos
- 1825: McKinnon, Wyoming
- 1826: em Cache Valley, Utah
- 1827: em Bear Lake
- 1828: Bear Lake, perto de Laketown, Utah
- 1829: Lander, Wyoming
- 1830: Riverton, Wyoming
- 1831: Cache Valley, Utah (como em 1826)
- 1832: Pierre's Hole, Idaho
- 1833: Daniel, Wyoming
- 1834: Granger, Wyoming
- 1835: Daniel, Wyoming
- 1836: Daniel, Wyoming
- 1837: Daniel, Wyoming
- 1838: Riverton, Wyoming
- 1839: Daniel, Wyoming
- 1840: Daniel, Wyoming